# Rhymbomicrus caseyi
Rhymbomicrus caseyi is een keversoort uit de familie zwamkevers (Endomychidae). De wetenschappelijke naam van de soort werd in 1987 gepubliceerd door Pakuluk.